# تقنية النانو الخضراء

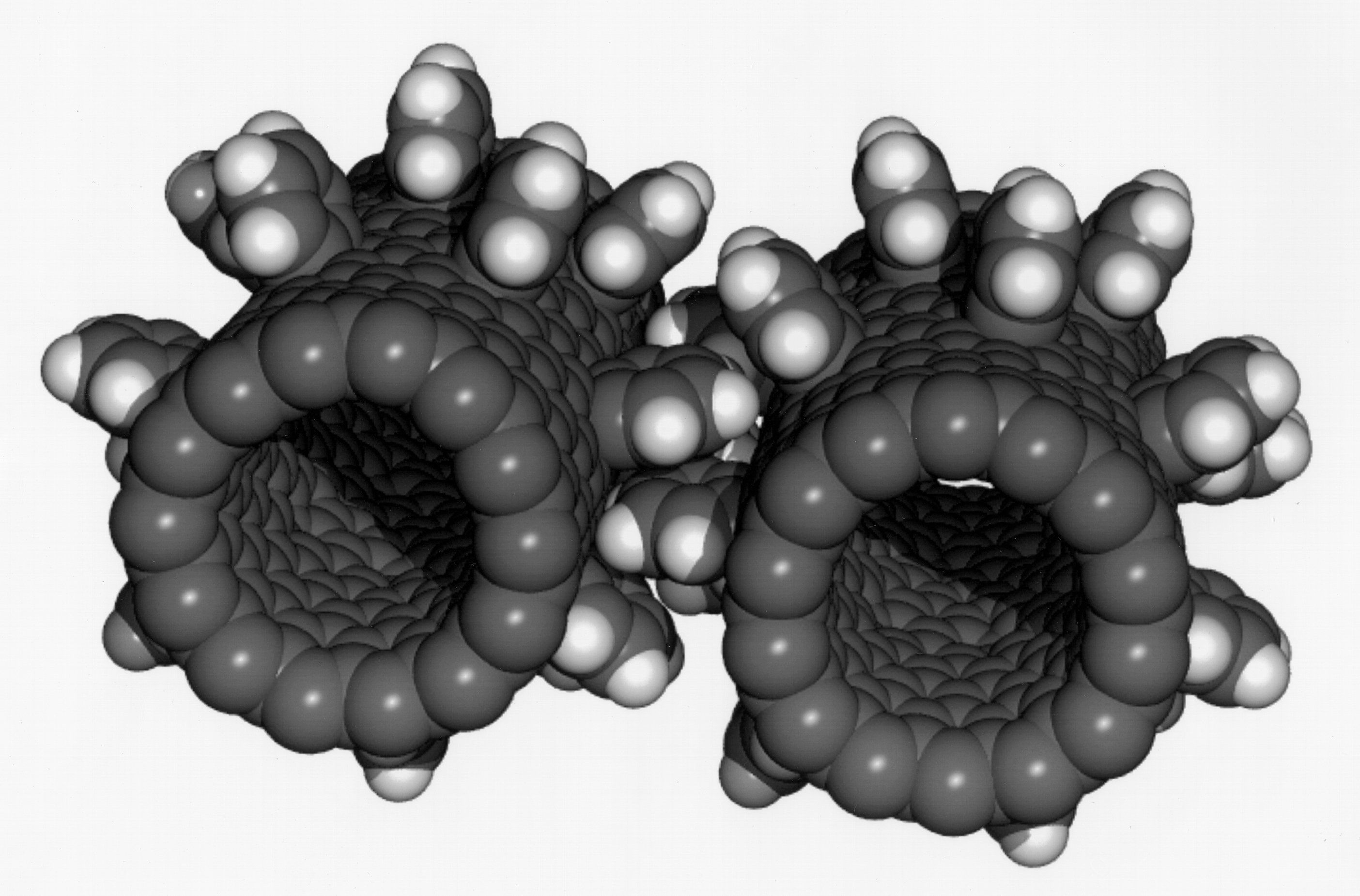
فوليرين نانوجيرز - GPN-2000-001535.jpg

تُشير تقنية النانو الخضراء إلى استخدام تقنية النانو لتعزيز الاستدامة البيئية للعمليات التي تُنتج العوامل الخارجية السلبية، ويُشير المصلح أيضًا إلى استخدام منتجات تقنية النانو لتعزيز الاستدامة. يشمل كذلك صنع منتجات النانو الخضراء واستخدام منتجات النانو لدعم الاستدامة.
توصف تقنية النانو الخضراء بأنها تطوير لتقنيات نظيفة «تقلل من المخاطر المحتملة على كل من الصحة البيئية والبشرية المرتبطة بتصنيع واستخدام تقنية النانو، وتشجع استبدال المنتجات الحالية بمنتجات النانو الجديدة الصديقة للبيئة خلال دورة حياتها».

## الهدف
تمتلك تقنية النانو الخضراء هدفين هما: إنتاج المواد النانوية والمنتجات التي لا تسبب أضرارًا للبيئة أو لصحة الإنسان، وإنتاج المنتجات النانوية التي توفر حلولًا للمشاكل البيئية. تستخدم هذه التقنية المبادئ الحالية للكيمياء الخضراء والهندسة الخضراء لصنع مواد متناهية في الصغر ومنتجات النانو الخالية من المواد السامة، في درجات حرارة منخفضة باستخدام طاقة أقل ومدخلات قابلة للتجديد كلما كان ذلك ممكنًا، واستخدام تفكير دورة الحياة في جميع مراحل التصميم والهندسة.
تعني تقنية النانو الخضراء، إضافة إلى صنع مواد نانوية ذات تأثير أقل على البيئة، استخدام تقنية النانو لجعل عملية التصنيع الحالية للمواد والمنتجات غير النانوية أكثر ملاءمة للبيئة. على سبيل المثال، يمكن أن تساعد الأغشية النانوية على فصل منتجات التفاعل الكيميائي المرغوبة عن النفايات. يمكن لمحفزات المقياس النانوي جعل التفاعلات الكيميائية أكثر كفاءة وأقل تبذيرًا. يُمكن أن تشكل المستشعرات في المقياس النانوي جزءًا من أنظمة التحكم في العمليات، وذلك باستخدام أنظمة المعلومات التي تدعم النانو. يُعد استخدام أنظمة الطاقة المستدامة والتي أصبحت ممكنة بفضل تقنية النانو، طريقة أخرى لعمليات التصنيع «الخضراء».
ينطوي الهدف لثاني لتقنية النانو الخضراء على تطوير المنتجات التي تعود بالنفع على البيئة سواء بشكل مباشر أو غير مباشر. يمكن للمواد النانوية أو المنتجات المباشرة تنظيف مواقع النفايات الخطرة وتحلية المياه ومعالجة الملوثات أو إدراك ومراقبة الملوثات البيئية. يمكن للمركبات النانوية خفيفة الوزن في السيارات ووسائل النقل الأخرى، توفير الوقود وتقليل المواد المستخدمة في الإنتاج بشكل غير مباشر، ويمكن لخلايا الوقود التي تعمل بتقنية النانو والثنائيات الباعثة للضوء التقليل من التلوث الناتج عن توليد الطاقة والمساعدة في الحفاظ على الوقود الأحفوري، ويمكن أيضًا لطلاء الأسطح النانوية ذاتية التنظيف التقليل أو القضاء على الكثير من مواد التنظيف الكيميائية المستخدمة في إجراءات الصيانة الدورية، وقد يؤدي تحسين عمر البطارية إلى التقليل من استخدام المواد وتقليل النفايات. تجري تقنية النانو الخضراء نظرة واسعة على أنظمة مواد ومنتجات النانو، مما يضمن تقليل العواقب غير المتوقعة وتوقع حدوث تأثيرات طوال دورة الحياة الكاملة.

## البحوث الحالية

### الخلايا الشمسية
تجري بحوث من أجل استخدام مواد نانوية لأغراض تشمل خلايا شمسية أكثر كفاءة وخلايا وقود عملية وبطاريات صديقة للبيئة. من أكثر مشاريع تقنية النانو تقدمًا: التخزين والتحويل وتحسين التصنيع من خلال تقليل المواد ومعدلات العملية وتوفير الطاقة (عن طريق عزل حراري أفضل على سبيل المثال) ومصادر الطاقة المتجددة المحسنة.
يُعد تطوير تقنية النانو في الخلايا الشمسية أحد المشاريع الرئيسية التي يجري العمل عليها، فالخلايا الشمسية أكثر كفاءة لأنها تصبح أصغر حجمًا والطاقة لشمسية هي مورد متجدد، إضافة إلى أن سعر كل واط من الطاقة الشمسية أقل من دولار واحد.
تجري بحوث أيضًا لاستخدام أسلاك نانوية وغيرها من المواد النانوية على أمل إنشاء خلايا شمسية أرخص وأكثر كفاءة مما هو ممكن مع الخلايا الشمسية المسطحة التقليدية والمصنوعة من السيليكون. كمثال آخر، هناك استخدام خلايا الوقود التي تعمل بالهيدروجين والتي من المحتمل أن تستخدم محفزًا يتكون من جزيئات معدنية نبيلة مدعومة بالكربون بأقطار تتراوح بين 1 إلى 5 نانومتر. قد تكون المواد ذات المسام النانوية الصغيرة مناسبة لتخزين الهيدروجين. قد تجد تقنية النانو أيضًا تطبيقات في البطاريات، إذ يؤدي استخدام المواد الثانوية إلى تمكين البطاريات ذات المحتوى العالي من الطاقة أو المكثفات الفائقة بمعدل شحن أعلى.
تُستخدم تقنية النانو بالفعل في توفير طبقات أداء محسنة للوحات الكهروضوئية والألواح الحرارية الشمسية. تتحد الخصائص الكارهة للمياه وخصائص التنظيف الذاتي لخلق ألواح شمسية أكثر كفاءة وخاصة خلال الطقس العاصف. يُقال إن الخلايا الكهروضوئية المغطاة بطبقات تستخدم تقنية النانو تبقى أكثر نظافة مما يضمن الحفاظ على أقصى قدر من كفاءة الطاقة.

### معالجة النانو ومعالجة المياه
تقدم تقنية النانو إمكانات المواد النانوية الجديدة لمعالجة المياه السطحية والمياه الجوفية ومياه الصرف الصحي وغيرها من المواد البيئية الملوثة بأيونات المعادن السامة والمواد الذائبة العضوية وغير العضوية والكائنات الحية الدقيقة. تخضع العديد من المواد النانوية للبحث والتطوير النشط لاستخدامها في معالجة المياه والمواقع الملوثة، بسبب نشاطها الفريد من نوعه تجاه الملوثات المتمردة.
يتكون السوق الحالي لتقنيات النانو القائمة على التقنيات المطبقة في معالجة المياه من التناضح العكسي والتصفية النانوية وأغشية الترشيح الفائق. يمكن للمرء تسمية مرشحات الألياف النانوية وأنابيب الكربون النانوية والجسيمات النانوية المختلفة من بين المنتجات الناشئة. من المتوقع أن تتعامل تقنية النانو بكفاءة أكبر مع الملوثات التي تناضل أنظمة معالجة المياه من أجل مكافحتها، بما فيها البكتريا والفيروسات والمعادن الثقيلة. تنبع هذه الفعالية عمومًا من مساحة السطح المحددة للغاية للمواد النانوية التي تزيد من انحلال الملوثات وتفاعلها وامتصاصها.

### المعالجة البيئية
المعالجة النانوية هي استخدام الجسيمات النانوية لعلاج البيئة. تُستخدم المعالجة النانوية على نطاق واسع في معالجة المياه الجوفية مع إجراء أبحاث مستفيضة إضافية في معالجة مياه الصرف الصحي. يجري اختبار المعالجة النانوية لتنظيف التربة والرسوبيات. ويستكشف المزيد من الأبحاث الأولية استخدام الجسيمات النانوية لإزالة المواد السامة من الغازات.
انتشرت بعض طرق المعالجة النانوية، وخاصة تلك التي تستخدم معدن الزيروفاليت النانوي لتنظيف المياه الجوفية، في تنظيف بعض المواقع على نطاق واسع. المعالجة النانوية هي عبارة عن صناعة ناشئة، فبحلول عام 2009، وُثقت تقنيات المعالجة النانوية في 44 موقع تنظيف في جميع أنحاء العالم، معظمها في الولايات المتحدة. أثناء المعالجة النانوية، يجب ملامسة عامل الجسيمات النانوية مع الملوث المستهدف في ظل ظروف تسمح بتفاعل إزالة السموم أو شل الحركة. تتضمن هذه العملية عادة عملية المضخة والمعالجة أو التطبيق في الموقع. ما تزال الطرق الأخرى في مراحل البحث.
بحث العلماء في قدرات بوكمينستر فوليرين في السيطرة على التلوث، لأنه قد يكون قادرًا على التحكم في تفاعلات كيميائية معينة. وقد ثبت أن بوكمينستر فوليرين يمتلك القدرة على تحفيز أنواع الأوكسجين التفاعلية والتسبب في بيروكسيد الدهون. تسمح هذه المادة لوقود الهيدروجين أن يكون أكثر سهولة للمستهلكين.